# Kasteel van Savigny-lès-Beaune
Het Kasteel van Savigny-lès-Beaune (Frans: Château de Savigny-lès-Beaune) is een kasteel in de Franse gemeente Savigny-lès-Beaune. Het kasteel is een beschermd historisch monument sinds 1940.

## Geschiedenis
Het kasteel werd rond 1340 gebouwd door Jean de Frolois voor hertog Odo IV van Bourgondië.
In 1478 werd het vernietigd op bevel van Lodewijk XI. Dit was een vergelding omdat de eigenaar partij had gekozen voor Maria van Bourgondië en haar man, de latere keizer Maximiliaan I. Alleen de kraaien van de mezekouwen, die nog zichtbaar zijn op twee torens, zijn bewaard gebleven.
Aan het begin van de 17e eeuw werd het kasteel gerestaureerd door de familie Bouhier, eerst door Stephen Bouhier, vervolgens door zijn zoon Jean Bouhier Savigny. Rond 1680 werd er tevens een tweede, kleiner kasteel, vlak bij het eerste kasteel, gebouwd.
In 1689 werd het kasteel eigendom van de familie Migieu, vervolgens door huwelijk, kwam het in bezit van graaf de La Loyère en diens erfgenamen.
In het jaar 1719 moest eigenaar het kasteel een paar maanden verlaten waarin het diende als residentie van hertog Lodewijk II van Bourbon-Condé, tijdens diens ballingschap in Bourgondië.
Tijdens zijn verblijf op het kasteel, overleed hier Jules Guyot (1807-1872), een Frans arts, natuurkundige en wetenschapper die vooral bekend is gebleven vanwege zijn werk voor de wijnbouw.

## 1979 - heden
In 1979 werd het kasteel gekocht door Michel Pont, een oud-piloot, voormalig rally rijder en verzamelaar, die een algehele renovatie begon. Hij richtte negen musea op met belangrijke collecties van tractoren tot vliegtuigen, waarop zo'n 30.000 bezoekers per jaar afkomen. Anno 2018 bezit hij de grootste particuliere collectie ter wereld van gevechtsvliegtuigen, gecertificeerd door het Guinness Book of Records 2.
- Wijnbouw - landbouwmachines en 25 prototypes van straddle tractoren in het 'Petit Chateau', en wijnpersen en handgereedschap in het kasteel.
- Aerospace - meer dan honderd gevechtsvliegtuigen, militaire vliegtuigen / straalvliegtuigen en helikopters in het park, en 2000 schaalmodellen in het kasteel.
- Auto's - 35 raceauto's en 600 schaalmodellen in het 'Petit Chateau'.
- Motoren - 300 modellen (1903-1960) en 1200 schaalmodellen in het kasteel.
- Brandweer - ongeveer twintig brandweerwagens.

En veel motoren en verschillende mechanische objecten.